# 미우라 다카쓰구

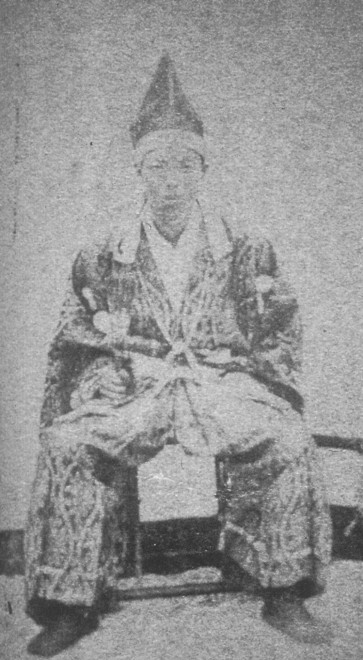
번세자 시절의 미우라 다카쓰구 자작

미우라 다카쓰구/아키쓰구(三浦顕次)는 막말의 다이묘이다. 미마사카 가쓰야마 번 제10대 번주를 지냈다. 미마사카 가쓰야마번 미우라가(美作勝山藩三浦家) 제15대 당주.
| 전임 미우라 히로쓰구 | 제10대 미마사카 가쓰야마번 번주 (미우라가) 1868년 ~ 1871년 | 후임 폐번치현 |